# Ljudmila Švecova
Ljudmila Jakovlevna Švecova (in russo Людмила Яковлевна Швецова?; 30 gennaio 1945 – 25 gennaio 2023) è stata una cestista sovietica.

## Carriera
Con l'Unione Sovietica ha disputato due edizioni dei Campionati europei (1968, 1970).